# 里科港 (米西奧內斯省)
26°48′S 55°1′W / 26.800°S 55.017°W
里科港（西班牙語：Puerto Rico），是阿根廷的城市，位於該國東北部米西奧內斯省，是解放者聖馬丁將軍縣的首府，處於巴拉那河畔，始建於1919年11月15日，面積124平方公里，海拔高度181米，2010年人口19,500，人口密度每平方公里141人。